# Samil
Samil este o arie protejată (sit de importanță comunitară — SCI) din Portugalia întinsă pe o suprafață de 92,09 ha, integral pe uscat.

## Localizare
Centrul sitului Samil este situat la coordonatele 41°46′59″N 6°44′43″W / 41.783°N 6.7454°V.

## Înființare
Situl Samil a fost declarat sit de importanță comunitară în octombrie 1998 pentru a proteja 3 specii de plante și 1 specie de animale.

## Biodiversitate
Situată în ecoregiunea mediteraneană, aria protejată conține 2 habitate naturale: Pajiști oro-iberice cu Festuca indigesta, Pseudostepă cu ierburi și specii anuale de Thero-Brachypodietea.
La baza desemnării sitului se află mai multe specii protejate:
- plante (3): Dianthus marizii, jasione crispa (Jasione crispa subsp. serpentinica), Santolina semidentata
- mamifere (1): lupul (Canis lupus)

Pe lângă speciile protejate, pe teritoriul sitului au mai fost identificate 11 specii de plante.